# Web@cademie
Web@cademie est un établissement privé d'autoformation créé en 2010 par Epitech et l'association Zup de Co dont l'objectif est de former des développeurs.

## Description
Fondée en 2010 et située au Kremlin-Bicêtre, l'école possède un second campus à Lyon ouvert en 2013, un troisième à Strasbourg depuis 2018 et un quatrième à Nancy également depuis 2018.
Réservé à des jeunes qui n'ont pas le baccalauréat, ce programme forme en deux ans au métier de développeur Web. Les élèves, âgés de 18 à 25 ans, sont formés gratuitement et suivent une période de remise à niveau.
Elle forme en deux ans ses élèves au métier de développeur Web, la seconde année s'effectuant en alternance. Leur capacité à mettre en œuvre des algorithmes est testée avant le recrutement, puis au cours d'un stage intensif préalable à la scolarité qui élimine une proportion significatives des candidats (20 sur 45 en 2015).
La formation proposée par l'école est labellisée Grande École du Numérique,. Les élèves ont le statut de stagiaire en formation continue. Microsoft accompagne l'initiative depuis le début.
En 2016, afin d'encourager les filles à se lancer dans les métiers de l’informatique, l'école créé sa première promotion « ambition féminine ».

## Financement
Elle est financée par des entreprises donatrices.
À Lyon, le coût de la formation des élèves de première année est principalement pris en charge par le conseil régional, au titre des contrats aidés de retour à l’emploi durable (CARED) signés entre chaque étudiant et l'entreprise qui lui a fait une promesse d'embauche. Seules les entreprises de plus de 250 salariés participent à ces frais, à hauteur de 30 % du coût de la formation, la prise en charge par les conseils régionaux étant intégrale pour les promesses d'embauche signées par les entreprises de moins de 250 salariés. 
En seconde année, qui s'effectue en alternance, les étudiants ayant conclu un contrat de professionnalisation avec une entreprise sont rémunérées par elles,.

## Pédagogie
Il n'existe pas de cours magistraux. Les étudiants voient des cas à résoudre, en pratiquant l'autoformation sur Internet, avec l'aide d'un tuteur. L'objectif affiché reste qu'ils apprennent à être adaptables dans un monde informatiques où les technologies évoluent vite. Ce modèle engendre des émules avec la création d'écoles similaires basées sur les mêmes principes, et en premier lieu Samsung Campus (mêmes durées de formation) et l'école 42 (durée variable en fonction de la vitesse de l'apprenant).